# 1re étape du Tour d'Italie 2024
Pour un article plus général, voir Tour d'Italie 2024.
La 1re étape du Tour d'Italie 2024 se déroule le samedi 4 mai 2024 entre Venaria Reale et Turin, dans le Piémont, sur une distance de 143 km.

## Parcours
Le Giro 2024 débute à Venaria Reale, dans la banlieue nord-ouest de Turin, non loin du stade de la Juventus. Le parcours s'oriente d'abord vers le nord puis l'est en passant par Volpiano avant de prendre la direction du sud puis de revenir vers l'ouest et Turin où les coureurs franchissent une première fois la ligne d'arrivée avant d'entamer une boucle d'une trentaine de kilomètres. Cette étape vallonnée comporte successivement un col de 4e catégorie, un col de 3e catégorie et un col de 2e catégorie, le Colle Maddalena (montée de 6,1 km avec une pente moyenne de 7,4 % et un passage à 12 %), franchi à 22 kilomètres de l'arrivée dans la capitale piémontaise. Un sprint intermédiaire a lieu à Moncalieri, à 9,6 kilomètres de l'arrivée et une dernière pente, le Bivio di San Vito, se dresse à 3 kilomètres de l'arrivée.

## Déroulement de la course
La première échappée du Giro 2024 se forme dès les premiers kilomètres. Elle se compose des Français Louis Barré (Arké– B&B Hotels), Lilian Calmejane (Intermarché-Circus-Wanty) et Nicolas Debeaumarché (Cofidis), des Italiens Andrea Pietrobon (Team Polti Kometa) et Filippo Fiorelli (VF Group-Bardiani CSF-Faizanè) ainsi que de l'Érythréen Amanuel Ghebreigzabhier (Lidl-Trek). À une soixantaine de kilomètres de l'arrivée, Calmejane et Ghebreigzabhier lâchent leurs compagnons d'échappée et s'isolent en tête, comptant à ce moment trois minutes d'avance sur le peloton. Au pied du Colle Maddalena (28 km de l'arrivée), le duo de tête possède encore une avance de 1 min 50 s sur le peloton. Sous l'impulsion de l'équipe UAE Emirates, l'écart entre les deux premiers et le peloton fond dans cette ascension. À l'avant, Ghebreigzabhier est distancé par Calmejane qui franchit ce col avec une poignée de secondes d'avance sur le peloton. Dans la descente, Calmejane augmente son avance dans un premier temps mais il est finalement repris par un groupe de chasse de sept hommes à 10 kilomètres de l'arrivée. À six kilomètres du terme, Nicola Conci (Alpecin Deceuninck) attaque et creuse un écart d'une trentaine de secondes. Dans la seconde montée de Bivio di San Vito, Conci est repris et dépassé par Tadej Pogačar (UAE Emirates) et Jhonatan Narváez (Ineos Grenadiers), sortis du peloton. Maximilian Schachmann (Bora Hansgrohe) revient sur le duo de tête dès le début de la descente. Les trois hommes se disputent le sprint où Jhonatan Narváez s'impose et revêt le premier maillot rose de ce Giro.

## Résultats

### Classement de l'étape
| \| Classement de l'étape \| Classement de l'étape \| Classement de l'étape \| Classement de l'étape \| Classement de l'étape \| \| Coureur \| Coureur \| Pays \| Équipe \| Temps \| \| --------------------- \| --------------------- \| --------------------- \| -------------------------- \| --------------------- \| \| 1er \| Jhonatan Narváez \| Équateur \| Ineos Grenadiers \| 3 h 14 min 23 s \| \| 2e \| Maximilian Schachmann \| Allemagne \| Bora-Hansgrohe \| + 0 s \| \| 3e \| Tadej Pogačar \| Slovénie \| UAE Team Emirates \| + 0 s \| \| 4e \| Alex Baudin \| France \| Decathlon-AG2R La Mondiale \| + 6 s \| \| 5e \| Nicola Conci \| Italie \| Alpecin-Deceuninck \| + 10 s \| \| 6e \| Quinten Hermans \| Belgique \| Alpecin-Deceuninck \| + 10 s \| \| 7e \| Mauri Vansevenant \| Belgique \| Soudal Quick-Step \| + 10 s \| \| 8e \| Antonio Tiberi \| Italie \| Bahrain Victorious \| + 10 s \| \| 9e \| Attila Valter \| Hongrie \| Team Visma \\| Lease a Bike \| + 10 s \| \| 10e \| Geraint Thomas \| Royaume-Uni \| Ineos Grenadiers \| + 10 s \| |                       |             |                            |                 |
| |                       |             |                            |                 |
| Sources : ProCyclingStats Cycling Quotient |                       |             |                            |                 |
| Classement de l'étape |                       |             |                            |                 |
| Coureur | Coureur               | Pays        | Équipe                     | Temps           |
| 1er | Jhonatan Narváez      | Équateur    | Ineos Grenadiers           | 3 h 14 min 23 s |
| 2e | Maximilian Schachmann | Allemagne   | Bora-Hansgrohe             | + 0 s           |
| 3e | Tadej Pogačar         | Slovénie    | UAE Team Emirates          | + 0 s           |
| 4e | Alex Baudin           | France      | Decathlon-AG2R La Mondiale | + 6 s           |
| 5e | Nicola Conci          | Italie      | Alpecin-Deceuninck         | + 10 s          |
| 6e | Quinten Hermans       | Belgique    | Alpecin-Deceuninck         | + 10 s          |
| 7e | Mauri Vansevenant     | Belgique    | Soudal Quick-Step          | + 10 s          |
| 8e | Antonio Tiberi        | Italie      | Bahrain Victorious         | + 10 s          |
| 9e | Attila Valter         | Hongrie     | Team Visma \| Lease a Bike | + 10 s          |
| 10e | Geraint Thomas        | Royaume-Uni | Ineos Grenadiers           | + 10 s          |

### Points attribués pour le classement par points
| Sprint intermédiaire Moriondo Torinese (km 57,9) | Sprint intermédiaire Moriondo Torinese (km 57,9) | Sprint intermédiaire Moriondo Torinese (km 57,9) | Sprint intermédiaire Moriondo Torinese (km 57,9) | Sprint intermédiaire Moriondo Torinese (km 57,9) |
| ------------------------------------------------ | ------------------------------------------------ | ------------------------------------------------ | ------------------------------------------------ | ------------------------------------------------ |
|                                                  | Coureur                                          | Pays                                             | Équipe                                           | Point(s)                                         |
| 1er                                              | Filippo Fiorelli                                 | Italie                                           | VF Group-Bardiani CSF-Faizané                    | 12                                               |
| 2e                                               | Lilian Calmejane                                 | France                                           | Intermarché-Wanty                                | 8                                                |
| 3e                                               | Andrea Pietrobon                                 | Italie                                           | Polti Kometa                                     | 6                                                |
| 4e                                               | Amanuel Ghebreigzabhier                          | Érythrée                                         | Lidl-Trek                                        | 5                                                |
| 5e                                               | Louis Barré                                      | France                                           | Arkéa-B&B Hotels                                 | 4                                                |
| 6e                                               | Nicolas Debeaumarché                             | France                                           | Cofidis                                          | 3                                                |
| 7e                                               | Kaden Groves                                     | Australie                                        | Alpecin-Deceuninck                               | 2                                                |
| 8e                                               | Edward Planckaert                                | Belgique                                         | Alpecin-Deceuninck                               | 1                                                |
| modifier                                         |                                                  |                                                  |                                                  |                                                  |

| Sprint intermédiaire Corso Moncalieri (km 104,7) | Sprint intermédiaire Corso Moncalieri (km 104,7) | Sprint intermédiaire Corso Moncalieri (km 104,7) | Sprint intermédiaire Corso Moncalieri (km 104,7) | Sprint intermédiaire Corso Moncalieri (km 104,7) |
| ------------------------------------------------ | ------------------------------------------------ | ------------------------------------------------ | ------------------------------------------------ | ------------------------------------------------ |
|                                                  | Coureur                                          | Pays                                             | Équipe                                           | Point(s)                                         |
| 1er                                              | Lilian Calmejane                                 | France                                           | Intermarché-Wanty                                | 12                                               |
| 2e                                               | Amanuel Ghebreigzabhier                          | Érythrée                                         | Lidl-Trek                                        | 8                                                |
| 3e                                               | Filippo Fiorelli                                 | Italie                                           | VF Group-Bardiani CSF-Faizané                    | 6                                                |
| 4e                                               | Andrea Pietrobon                                 | Italie                                           | Polti Kometa                                     | 5                                                |
| 5e                                               | Jonathan Milan                                   | Italie                                           | Lidl-Trek                                        | 4                                                |
| 6e                                               | Danny van Poppel                                 | Pays-Bas                                         | Bora-Hansgrohe                                   | 3                                                |
| 7e                                               | Kaden Groves                                     | Australie                                        | Alpecin-Deceuninck                               | 2                                                |
| 8e                                               | Luke Plapp                                       | Australie                                        | Jayco AlUla                                      | 1                                                |
| modifier                                         |                                                  |                                                  |                                                  |                                                  |

| \| Arrivée d'étape Turin (km 176) \| Arrivée d'étape Turin (km 176) \| Arrivée d'étape Turin (km 176) \| Arrivée d'étape Turin (km 176) \| Arrivée d'étape Turin (km 176) \| \| ------------------------------ \| ------------------------------ \| ------------------------------ \| ------------------------------ \| ------------------------------ \| \| \| Coureur \| Pays \| Équipe \| Point(s) \| \| 1er \| Jhonatan Narváez \| Équateur \| Ineos Grenadiers \| 25 \| \| 2e \| Maximilian Schachmann \| Allemagne \| Bora-Hansgrohe \| 18 \| \| 3e \| Tadej Pogačar \| Slovénie \| UAE Team Emirates \| 12 \| \| 4e \| Alex Baudin \| France \| Decathlon AG2R La Mondiale \| 8 \| \| 5e \| Nicola Conci \| Italie \| Alpecin-Deceuninck \| 6 \| \| 6e \| Quinten Hermans \| Belgique \| Alpecin-Deceuninck \| 5 \| \| 7e \| Mauri Vansevenant \| Belgique \| Soudal Quick-Step \| 4 \| \| 8e \| Antonio Tiberi \| Italie \| Bahrain Victorious \| 3 \| \| 9e \| Attila Valter \| Hongrie \| Visma-Lease a Bike \| 2 \| \| 10e \| Geraint Thomas \| Grande-Bretagne \| Ineos Grenadiers \| 1 \| \| modifier \| \| \| \| \| |                       |                 |                            |          |
| Arrivée d'étape Turin (km 176) |                       |                 |                            |          |
| | Coureur               | Pays            | Équipe                     | Point(s) |
| 1er | Jhonatan Narváez      | Équateur        | Ineos Grenadiers           | 25       |
| 2e | Maximilian Schachmann | Allemagne       | Bora-Hansgrohe             | 18       |
| 3e | Tadej Pogačar         | Slovénie        | UAE Team Emirates          | 12       |
| 4e | Alex Baudin           | France          | Decathlon AG2R La Mondiale | 8        |
| 5e | Nicola Conci          | Italie          | Alpecin-Deceuninck         | 6        |
| 6e | Quinten Hermans       | Belgique        | Alpecin-Deceuninck         | 5        |
| 7e | Mauri Vansevenant     | Belgique        | Soudal Quick-Step          | 4        |
| 8e | Antonio Tiberi        | Italie          | Bahrain Victorious         | 3        |
| 9e | Attila Valter         | Hongrie         | Visma-Lease a Bike         | 2        |
| 10e | Geraint Thomas        | Grande-Bretagne | Ineos Grenadiers           | 1        |
| modifier |                       |                 |                            |          |

### Points attribués pour le classement du meilleur grimpeur
| Berzano di San Pietro (km 48,4) 4e catégorie (3 km à 4,9%) | Berzano di San Pietro (km 48,4) 4e catégorie (3 km à 4,9%) | Berzano di San Pietro (km 48,4) 4e catégorie (3 km à 4,9%) | Berzano di San Pietro (km 48,4) 4e catégorie (3 km à 4,9%) | Berzano di San Pietro (km 48,4) 4e catégorie (3 km à 4,9%) |
| ---------------------------------------------------------- | ---------------------------------------------------------- | ---------------------------------------------------------- | ---------------------------------------------------------- | ---------------------------------------------------------- |
|                                                            | Coureur                                                    | Pays                                                       | Équipe                                                     | Point(s)                                                   |
| 1er                                                        | Filippo Fiorelli                                           | Italie                                                     | VF Group-Bardiani CSF-Faizané                              | 3                                                          |
| 2e                                                         | Louis Barré                                                | France                                                     | Arkéa-B&B Hotels                                           | 2                                                          |
| 3e                                                         | Amanuel Ghebreigzabhier                                    | Érythrée                                                   | Lidl-Trek                                                  | 1                                                          |
| modifier                                                   |                                                            |                                                            |                                                            |                                                            |

| Superga (km 78,5) 3e catégorie (8 km à 4,3%) | Superga (km 78,5) 3e catégorie (8 km à 4,3%) | Superga (km 78,5) 3e catégorie (8 km à 4,3%) | Superga (km 78,5) 3e catégorie (8 km à 4,3%) | Superga (km 78,5) 3e catégorie (8 km à 4,3%) |
| -------------------------------------------- | -------------------------------------------- | -------------------------------------------- | -------------------------------------------- | -------------------------------------------- |
|                                              | Coureur                                      | Pays                                         | Équipe                                       | Point(s)                                     |
| 1er                                          | Amanuel Ghebreigzabhier                      | Érythrée                                     | Lidl-Trek                                    | 9                                            |
| 2e                                           | Filippo Fiorelli                             | Italie                                       | VF Group-Bardiani CSF-Faizané                | 4                                            |
| 3e                                           | Lilian Calmejane                             | France                                       | Intermarché-Wanty                            | 2                                            |
| 4e                                           | Andrea Pietrobon                             | Italie                                       | Polti Kometa                                 | 1                                            |
| modifier                                     |                                              |                                              |                                              |                                              |

| \| Colle Maddalena (km 118,1) 2e catégorie (7,1 km à 6,6%) \| Colle Maddalena (km 118,1) 2e catégorie (7,1 km à 6,6%) \| Colle Maddalena (km 118,1) 2e catégorie (7,1 km à 6,6%) \| Colle Maddalena (km 118,1) 2e catégorie (7,1 km à 6,6%) \| Colle Maddalena (km 118,1) 2e catégorie (7,1 km à 6,6%) \| \| ------------------------------------------------------- \| ------------------------------------------------------- \| ------------------------------------------------------- \| ------------------------------------------------------- \| ------------------------------------------------------- \| \| \| Coureur \| Pays \| Équipe \| Point(s) \| \| 1er \| Lilian Calmejane \| France \| Intermarché-Wanty \| 18 \| \| 2e \| Giulio Pellizzari \| Italie \| VF Group-Bardiani CSF-Faizané \| 8 \| \| 3e \| Giovanni Aleotti \| Italie \| Bora-Hansgrohe \| 6 \| \| 4e \| Rafał Majka \| Pologne \| UAE Team Emirates \| 4 \| \| 5e \| Daniel Martínez \| Colombie \| Bora-Hansgrohe \| 2 \| \| 6e \| Tadej Pogačar \| Slovénie \| UAE Team Emirates \| 1 \| \| modifier \| \| \| \| \| |                   |          |                               |          |
| Colle Maddalena (km 118,1) 2e catégorie (7,1 km à 6,6%) |                   |          |                               |          |
| | Coureur           | Pays     | Équipe                        | Point(s) |
| 1er | Lilian Calmejane  | France   | Intermarché-Wanty             | 18       |
| 2e | Giulio Pellizzari | Italie   | VF Group-Bardiani CSF-Faizané | 8        |
| 3e | Giovanni Aleotti  | Italie   | Bora-Hansgrohe                | 6        |
| 4e | Rafał Majka       | Pologne  | UAE Team Emirates             | 4        |
| 5e | Daniel Martínez   | Colombie | Bora-Hansgrohe                | 2        |
| 6e | Tadej Pogačar     | Slovénie | UAE Team Emirates             | 1        |
| modifier |                   |          |                               |          |

### Points attribués pour le classement des sprints intermédiaires
| Sprint intermédiaire Moriondo Torinese (km 57,9) | Sprint intermédiaire Moriondo Torinese (km 57,9) | Sprint intermédiaire Moriondo Torinese (km 57,9) | Sprint intermédiaire Moriondo Torinese (km 57,9) | Sprint intermédiaire Moriondo Torinese (km 57,9) |
| ------------------------------------------------ | ------------------------------------------------ | ------------------------------------------------ | ------------------------------------------------ | ------------------------------------------------ |
|                                                  | Coureur                                          | Pays                                             | Équipe                                           | Point(s)                                         |
| 1er                                              | Filippo Fiorelli                                 | Italie                                           | VF Group-Bardiani CSF-Faizané                    | 10                                               |
| 2e                                               | Lilian Calmejane                                 | France                                           | Intermarché-Wanty                                | 6                                                |
| 3e                                               | Andrea Pietrobon                                 | Italie                                           | Polti Kometa                                     | 3                                                |
| 4e                                               | Amanuel Ghebreigzabhier                          | Érythrée                                         | Lidl-Trek                                        | 2                                                |
| 5e                                               | Louis Barré                                      | France                                           | Arkéa-B&B Hotels                                 | 1                                                |
| modifier                                         |                                                  |                                                  |                                                  |                                                  |

| Sprint intermédiaire Moncalieri (km 130,4) | Sprint intermédiaire Moncalieri (km 130,4) | Sprint intermédiaire Moncalieri (km 130,4) | Sprint intermédiaire Moncalieri (km 130,4) | Sprint intermédiaire Moncalieri (km 130,4) |
| ------------------------------------------ | ------------------------------------------ | ------------------------------------------ | ------------------------------------------ | ------------------------------------------ |
|                                            | Coureur                                    | Pays                                       | Équipe                                     | Point(s)                                   |
| 1er                                        | Damiano Caruso                             | Italie                                     | Bahrain Victorious                         | 10                                         |
| 2e                                         | Nicola Conci                               | Italie                                     | Alpecin-Deceuninck                         | 6                                          |
| 3e                                         | Maximilian Schachmann                      | Allemagne                                  | Bora-Hansgrohe                             | 3                                          |
| 4e                                         | Alessandro De Marchi                       | Italie                                     | Jayco AlUla                                | 2                                          |
| 5e                                         | Alex Baudin                                | France                                     | Decathlon AG2R La Mondiale                 | 1                                          |
| modifier                                   |                                            |                                            |                                            |                                            |

### Bonifications
|   | Coureur                 | Pays     | Équipe                        | Secondes |
| - | ----------------------- | -------- | ----------------------------- | -------- |
| 1 | Lilian Calmejane        | France   | Intermarché-Wanty             | 3 s      |
| 2 | Amanuel Ghebreigzabhier | Érythrée | Lidl-Trek                     | 2 s      |
| 3 | Filippo Fiorelli        | Italie   | VF Group-Bardiani CSF-Faizané | 1 s      |

|   | Coureur               | Pays      | Équipe             | Secondes |
| - | --------------------- | --------- | ------------------ | -------- |
| 1 | Damiano Caruso        | Italie    | Bahrain Victorious | 3 s      |
| 2 | Nicola Conci          | Italie    | Alpecin-Deceuninck | 2 s      |
| 3 | Maximilian Schachmann | Allemagne | Bora-Hansgrohe     | 1 s      |

| \| \| Coureur \| Pays \| Équipe \| Secondes \| \| - \| --------------------- \| --------- \| ----------------- \| -------- \| \| 1 \| Jhonatan Narváez \| Équateur \| Ineos Grenadiers \| 10 s \| \| 2 \| Maximilian Schachmann \| Allemagne \| Bora-Hansgrohe \| 6 s \| \| 3 \| Tadej Pogačar \| Slovénie \| UAE Team Emirates \| 4 s \| |                       |           |                   |          |
| | Coureur               | Pays      | Équipe            | Secondes |
| 1 | Jhonatan Narváez      | Équateur  | Ineos Grenadiers  | 10 s     |
| 2 | Maximilian Schachmann | Allemagne | Bora-Hansgrohe    | 6 s      |
| 3 | Tadej Pogačar         | Slovénie  | UAE Team Emirates | 4 s      |

## Classements à l'issue de l'étape

### Classement général
| \| Classement général \| Classement général \| Classement général \| Classement général \| Classement général \| \| Coureur \| Coureur \| Pays \| Équipe \| Temps \| \| ------------------ \| --------------------- \| ------------------ \| -------------------------- \| ------------------ \| \| 1er \| Jhonatan Narváez \| Équateur \| Ineos Grenadiers \| 3 h 14 min 13 s \| \| 2e \| Maximilian Schachmann \| Allemagne \| Bora-Hansgrohe \| + 3 s \| \| 3e \| Tadej Pogačar \| Slovénie \| UAE Team Emirates \| + 6 s \| \| 4e \| Alex Baudin \| France \| Decathlon-AG2R La Mondiale \| + 16 s \| \| 5e \| Damiano Caruso \| Italie \| Bahrain Victorious \| + 17 s \| \| 6e \| Nicola Conci \| Italie \| Alpecin-Deceuninck \| + 18 s \| \| 7e \| Quinten Hermans \| Belgique \| Alpecin-Deceuninck \| + 20 s \| \| 8e \| Mauri Vansevenant \| Belgique \| Soudal Quick-Step \| + 20 s \| \| 9e \| Antonio Tiberi \| Italie \| Bahrain Victorious \| + 20 s \| \| 10e \| Attila Valter \| Hongrie \| Team Visma \\| Lease a Bike \| + 20 s \| |                       |           |                            |                 |
| |                       |           |                            |                 |
| Sources : ProCyclingStats Cycling Quotient |                       |           |                            |                 |
| Classement général |                       |           |                            |                 |
| Coureur | Coureur               | Pays      | Équipe                     | Temps           |
| 1er | Jhonatan Narváez      | Équateur  | Ineos Grenadiers           | 3 h 14 min 13 s |
| 2e | Maximilian Schachmann | Allemagne | Bora-Hansgrohe             | + 3 s           |
| 3e | Tadej Pogačar         | Slovénie  | UAE Team Emirates          | + 6 s           |
| 4e | Alex Baudin           | France    | Decathlon-AG2R La Mondiale | + 16 s          |
| 5e | Damiano Caruso        | Italie    | Bahrain Victorious         | + 17 s          |
| 6e | Nicola Conci          | Italie    | Alpecin-Deceuninck         | + 18 s          |
| 7e | Quinten Hermans       | Belgique  | Alpecin-Deceuninck         | + 20 s          |
| 8e | Mauri Vansevenant     | Belgique  | Soudal Quick-Step          | + 20 s          |
| 9e | Antonio Tiberi        | Italie    | Bahrain Victorious         | + 20 s          |
| 10e | Attila Valter         | Hongrie   | Team Visma \| Lease a Bike | + 20 s          |

### Classement par points
| Classement par points | Classement par points   | Classement par points | Classement par points         | Classement par points |
| Coureur               | Coureur                 | Pays                  | Équipe                        | Points                |
| --------------------- | ----------------------- | --------------------- | ----------------------------- | --------------------- |
| 1er                   | Jhonatan Narváez        | Équateur              | Ineos Grenadiers              | 25 pts                |
| 2e                    | Lilian Calmejane        | France                | Intermarché-Wanty             | 20 pts                |
| 3e                    | Filippo Fiorelli        | Italie                | VF Group-Bardiani CSF-Faizanè | 18 pts                |
| 4e                    | Maximilian Schachmann   | Allemagne             | Bora-Hansgrohe                | 18 pts                |
| 5e                    | Amanuel Ghebreigzabhier | Érythrée              | Lidl-Trek                     | 13 pts                |
| 6e                    | Tadej Pogačar           | Slovénie              | UAE Team Emirates             | 12 pts                |
| 7e                    | Andrea Pietrobon        | Italie                | Team Polti Kometa             | 11 pts                |
| 8e                    | Alex Baudin             | France                | Decathlon-AG2R La Mondiale    | 8 pts                 |
| 9e                    | Nicola Conci            | Italie                | Alpecin-Deceuninck            | 6 pts                 |
| 10e                   | Quinten Hermans         | Belgique              | Alpecin-Deceuninck            | 5 pts                 |

### Classement de la montagne
| Classement de la montagne | Classement de la montagne | Classement de la montagne | Classement de la montagne     | Classement de la montagne |
| Coureur                   | Coureur                   | Pays                      | Équipe                        | Points                    |
| ------------------------- | ------------------------- | ------------------------- | ----------------------------- | ------------------------- |
| 1er                       | Lilian Calmejane          | France                    | Intermarché-Wanty             | 20 pts                    |
| 2e                        | Amanuel Ghebreigzabhier   | Érythrée                  | Lidl-Trek                     | 10 pts                    |
| 3e                        | Giulio Pellizzari         | Italie                    | VF Group-Bardiani CSF-Faizanè | 8 pts                     |
| 4e                        | Filippo Fiorelli          | Italie                    | VF Group-Bardiani CSF-Faizanè | 7 pts                     |
| 5e                        | Giovanni Aleotti          | Italie                    | Bora-Hansgrohe                | 6 pts                     |
| 6e                        | Adrien Petit              | France                    | Intermarché-Wanty             | 4 pts                     |
| 7e                        | Daniel Martínez           | Colombie                  | Bora-Hansgrohe                | 2 pts                     |
| 8e                        | Louis Barré               | France                    | Arkéa-B&B Hotels              | 2 pts                     |
| 9e                        | Tadej Pogačar             | Slovénie                  | UAE Team Emirates             | 1 pt                      |
| 10e                       | Andrea Pietrobon          | Italie                    | Team Polti Kometa             | 1 pt                      |

### Classement du meilleur jeune
| Classement du meilleur jeune | Classement du meilleur jeune | Classement du meilleur jeune | Classement du meilleur jeune  | Classement du meilleur jeune |
| Coureur                      | Coureur                      | Pays                         | Équipe                        | Temps                        |
| ---------------------------- | ---------------------------- | ---------------------------- | ----------------------------- | ---------------------------- |
| 1er                          | Alex Baudin                  | France                       | Decathlon-AG2R La Mondiale    | 3 h 14 min 29 s              |
| 2e                           | Mauri Vansevenant            | Belgique                     | Soudal Quick-Step             | + 4 s                        |
| 3e                           | Antonio Tiberi               | Italie                       | Bahrain Victorious            | + 4 s                        |
| 4e                           | Cian Uijtdebroeks            | Belgique                     | Team Visma \| Lease a Bike    | + 4 s                        |
| 5e                           | Giulio Pellizzari            | Italie                       | VF Group-Bardiani CSF-Faizanè | + 4 s                        |
| 6e                           | Filippo Zana                 | Italie                       | Team Jayco AlUla              | + 21 s                       |
| 7e                           | Giovanni Aleotti             | Italie                       | Bora-Hansgrohe                | + 41 s                       |
| 8e                           | Andrea Piccolo               | Italie                       | EF Education-EasyPost         | + 51 s                       |
| 9e                           | Enzo Paleni                  | France                       | Groupama-FDJ                  | + 51 s                       |
| 10e                          | Georg Steinhauser            | Allemagne                    | EF Education-EasyPost         | + 51 s                       |

### Classement par équipes
| Classement par équipes | Classement par équipes        | Classement par équipes | Classement par équipes |
| Équipe                 | Équipe                        | Pays                   | Temps                  |
| ---------------------- | ----------------------------- | ---------------------- | ---------------------- |
| 1re                    | Ineos Grenadiers              | Royaume-Uni            | 9 h 43 min 29 s        |
| 2e                     | Decathlon-AG2R La Mondiale    | France                 | + 16 s                 |
| 3e                     | Soudal Quick-Step             | Belgique               | + 20 s                 |
| 4e                     | Team Visma \| Lease a Bike    | Pays-Bas               | + 27 s                 |
| 5e                     | Bora-Hansgrohe                | Allemagne              | + 37 s                 |
| 6e                     | EF Education-EasyPost         | États-Unis             | + 57 s                 |
| 7e                     | Team Jayco AlUla              | Australie              | + 1 min 04 s           |
| 8e                     | Astana Qazaqstan Team         | Kazakhstan             | + 1 min 21 s           |
| 9e                     | VF Group-Bardiani CSF-Faizané | Italie                 | + 1 min 44 s           |
| 10e                    | Movistar Team                 | Espagne                | + 3 min 12 s           |

## Abandons
Aucun.